# 1599
1599 (MDXCIX) fue un año común comenzado en viernes del calendario gregoriano y un año común comenzado en lunes del calendario juliano.

## Acontecimientos
- 20 de enero: en el Palacio Pitti de la ciudad de Florencia (Italia) se representa por primera vez en público La Dafne, la primera ópera de la Historia, compuesta por el compositor italiano Jacopo Peri (1561-1633). Se había representado en privado por primera vez en el Palacio Tornabuoni, de Florencia, pocas semanas antes (el 26 de diciembre de 1598).[1]
- Carlos IX de Suecia sube al trono.
- Ataque de Peter van der Does a Las Palmas de Gran Canaria.

## Arte y literatura
- William Shakespeare
  - Mucho ruido y pocas nueces.
  - Las alegres comadres de Windsor.
  - El peregrino apasionado
- Mateo Alemán:  Guzmán de Alfarache

## Nacimientos
- 13 de febrero: Alejandro VII, papa católico entre 1655 y 1667 (f. 1667)
- 22 de marzo: Anthony van Dyck, pintor belga (f. 1641)
- 25 de abril: Oliver Cromwell, militar, político y lord protector inglés, escocés e irlandés entre 1653 y 1658 (f. 1658)
- 6 de junio: Diego Rodríguez de Silva y Velázquez, pintor español (f. 1660)
- 5 de septiembre: Francesco Borromini, arquitecto y escultor italiano (f. 1667)

## Fallecimientos
- 13 de enero: Edmund Spenser, poeta inglés (n. 1552)
- Agosto - Cornelis de Houtman, marino y explorador neerlandés.